# تپه غربی حاج خیراللهی
تپه غربی حاج خیراللهی مربوط به عصر مس و سنگ -هزاره ۴ تا ۳ قبل از میلاد است و در شهرستان خرم‌آباد، بخش مرکزی، دهستان رباط نمکی، روستای زرین چغا جابری واقع شده و این اثر در تاریخ ۲۸ اسفند ۱۳۸۵ با شمارهٔ ثبت ۱۸۸۳۶ به‌عنوان یکی از آثار ملی ایران به ثبت رسیده است.